# Incidente del Let L 410 di Transaven del 2008
Il 4 gennaio 2008 un volo di linea della Transaven tra gli aeroporti di Caracas e di Los Roques si inabissò nelle acque dell'oceano atlantico, causando la morte delle quattordici persone a bordo, i due piloti venezuelani e i dodici passeggeri, otto dei quali erano italiani, tre venezuelani e uno svizzero.
I piloti comunicarono via radio che entrambi i motori erano in avaria e che stavano scendendo a 3 000 piedi (910 m). L'equipaggio avrebbe tentato un ammaraggio il più vicino possibile all'arcipelago di Los Roques. Poco dopo, il contatto radio venne perso e l'aereo scomparve dai radar.

## L'aereo
Il velivolo coinvolto era un Let L-410UVP-E3, immatricolato YV2081, costruito in Cecoslovacchia nel 1987.

## Passeggeri ed equipaggio
L'equipaggio era composto da un pilota venezuelano (Esteban Lahoud Bessil Acosta) e da un copilota (Osmel Alfredo Ávila Otamendi).
I passeggeri italiani erano:
- una famiglia di Treviso: Paolo Durante, 40 anni, sua moglie Bruna Guernieri e le loro figlie Sofia ed Emma Viola, rispettivamente di sei e otto anni;
- Annalisa Montanari, 42 anni, e Rita Calanni Rindina, 46 anni, di Bologna;
- Stefano Frangione e Fabiola Napoli, in viaggio di nozze da Roma.

Insieme a loro c'erano altri quattro passeggeri: un cittadino svizzero (Alexander Nierman) e tre venezuelani (Patrícia Estela Alcala Kirschner, Karina Ruiz e Yza Adelgrth Rodríguez Fernández).

## L'incidente
Il velivolo, un bimotore turboelica Let L 410, decollò alle 09:13 dall'aeroporto Internazionale Simón Bolívar di Caracas con destinazione l'aeroporto di Los Roques, situato nell'omonimo arcipelago. Il tempo di percorrenza di tale rotta è di 32 minuti, ben al di sotto dell'autonomia del Let L-410 pari a 2 ore e 30 minuti di volo. Alle 09:23 il pilota si mise in contatto con la torre di controllo di Maiquetia notificando una distanza di 45 miglia nautiche (83 km) e una quota di 7 500 piedi (2 300 m); dopo ciò cambiò la frequenza della radio per sintonizzarsi con quella della torre di controllo di Los Roques. Alle ore 09:38, dopo 25 minuti di volo e circa 160 km percorsi, il pilota informò la torre di controllo di Los Roques di avere problemi ad entrambi i motori e, trovandosi a 16 miglia dalla costa, di voler tentare un ammaraggio. In seguito non ci fu più nessun contatto radio e l'aereo scomparve dai radar.

## Le ricerche
Sul luogo del presunto punto di ammaraggio intervenne tempestivamente un altro Let L 410 che stava percorrendo la stessa rotta. Giunto sul luogo, il secondo velivolo non trovò alcuna traccia rilevante se non una macchia di liquido in superficie, probabilmente olio o combustibile, che in poco tempo si dissolse nell'acqua. Dalle isole partirono diversi mezzi di volontari e della protezione civile che perlustrarono la zona del disastro, senza però trovare tracce.
Il 12 gennaio, 12 km al largo delle coste del Venezuela, alcuni pescatori ritrovarono il corpo di un uomo. Secondo la protezione civile, la zona del ritrovamento rientrava nell'area in cui era più probabile che l'aereo si fosse inabissato; dopo aver eseguito l'autopsia, i medici determinarono che era il cadavere del copilota, il trentasettenne Osmel Alfredo Avila Otamendi.
Nell'aprile del 2008, una nave della marina venezuelana, utilizzando un sonar, riuscì ad individuare il relitto di un aereo posto a circa 300 metri di profondità, ma secondo gli esperti non potevano essere i resti del Let 410, opinioni confermate mesi dopo quando i rottami furono recuperati. Tutte le ricerche vennero sospese.

### Il ritrovamento del relitto
Il 20 giugno 2013, più di cinque anni dopo l'incidente, il relitto dell'aereo venne localizzato in mare a 970 metri di profondità, nove chilometri a sud di Los Roques. A scoprirlo è stata la nave ammiraglia statunitense Sea Scout, che ha lavorato nella zona per giorni. La nave stava cercando il relitto di un altro aereo precipitato cinque anni prima di questo incidente.

## Le indagini
Il rapporto finale non contiene conclusioni formali.
Il rapporto affermava che l'aeromobile era ancora disperso (suggerendo che fosse stato scritto prima del 2013 ma emerso solo dopo la ricomparsa del sito web della JIAAC nell'aprile 2020). Il corpo del primo ufficiale era stato recuperato insieme a un giubbotto di salvataggio, che era stato identificato come parte dell'equipaggiamento di emergenza dell'aereo. La causa della morte del primo ufficiale venne determinata come trauma toracico chiuso.
La JIAAC ottenne una copia della bolletta del carburante sostenuta dall'equipaggio il giorno dell'incidente. I calcoli confermarono che il carburante era sufficiente per il volo. La JIAAC escluse la contaminazione del carburante, dichiarando inoltre che le condizioni meteorologiche non avevano contribuito all'incidente.